# Centrum Medyczne Japońskiego Czerwonego Krzyża
Centrum Medyczne Japońskiego Czerwonego Krzyża (jap. 日本赤十字社医療センター) – szpital ogólny zlokalizowany w Hiroo, Shibuya, Tokio. Jest to główny szpital Japońskiego Stowarzyszenia Czerwonego Krzyża i znajduje się pod jego bezpośrednią kontrolą. Miejsce, w którym obecnie znajduje się centrum medyczne, było niegdyś rezydencją Horita Binakamori.
Szpital Japońskiego Czerwonego Krzyża powstał w 1891 roku. Ponadto przed przystankiem autobusowym znajdującym się w pobliżu szpitala znajduje się największe drzewo miłorzębu w okręgu, którego wiek szacuje się na 500 lat, a obwód na ponad 4,7 m. Jest ono uznawane za pomnik przyrody okręgu Shibuya.